# Ибрагимбейли, Хаджи-Мурат
Хаджи-Мурат Ибрагимбейли (азерб. Hacımurad İbrahimbəyli; 29 января 1924, Баку — 4 марта 1999, Баку) — советский и российский историк. Доктор исторических наук, профессор. Специалист в области советской военной истории и истории народов Кавказа. Почётный гражданин Назрани и Ингушетии.

## Биография

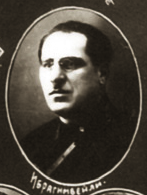
Отец майор Гаджиага Ибрагимбейли

Родился 29 января 1924 года в городе Баку в семье военного Гаджиаги Ибрагимбейли, уроженца Сальяна. Аварец. Участвовал в Великой Отечественной войне. Служил в Советской армии на командно-штабных должностях, имел звание полковника. В 1961 году стал выпускником исторического факультета Азербайджанского государственного университета по специальности историк, где потом и преподавал историю.
С 1973 года работал в Институте военной истории старшим научным сотрудником, начальником группы отдела истории Великой Отечественной войны. Являлся научным редактором «Советской военной энциклопедии».
Участник ингушского национального движения в конце 1980-х — начале 1990-х годов. В качестве гостя принимал участие в работе II съезда ингушского народа 9—10 сентября 1989 года в Грозном. В своём выступлении доказывал несостоятельность попыток очернить историю и современность ингушского народа. Активный участник организации работы по выработке законов РФ «О реабилитации репрессированных народов» и «Об образовании Ингушской Республики», нейтрализации попыток ревизии первого закона. Внёс вклад в образование современной ингушской государственности.
В постсоветское время работал академиком-секретарём отделения национальных отношений РАЕН, членом палаты национальностей Политического консультативного совета при Президенте РФ, вице-президентом Ассоциации малочисленных народов.
Был членом редколлегии «Новой Кавказской газеты» и журнала «Вайнах».